# Zielony Romanów
Zielony Romanów – peryferyjne osiedle w Łodzi, w dzielnicy Bałuty.
Osiedle znajduje się na granicy miasta, w pobliżu dawnej podłódzkiej wsi Romanów (obecnie wchodzącej w skład miasta). Budowa osiedla Zielony Romanów rozpoczęta została w ostatnich latach XX wieku. 